# Leggenda azzurra
Leggenda azzurra è un film del 1940 diretto da Giuseppe Guarino.

## Trama
Una bella orfanella troppo attaccata ai sogni dell'infanzia è contesa tra un ex compagno di giochi e un ricco rampollo, ma aspetta il ritorno di un ufficiale. Una disgrazia la riporta finalmente alla realtà e sposerà il primo pretendente.

## Produzione
Tratta da un racconto della scrittrice e attrice Talia Volpiana, che è anche la protagonista del film, la pellicola venne girata a Cinecittà nel 1940.